# Maxdo Centre
Maxdo Centre — хмарочос в Пусі, Шанхай, КНР.
Висота 55-поверхового будинку становить 211 метрів, з урахуванням антени 241 метр. Будівництво було завершено в 2002 році.